# Honda RC100
Honda RC100 – bolid japońskiego zespołu Honda przeznaczony na 1993 rok. Bolid nigdy nie wystartował w wyścigu Grand Prix Formuły 1.

## Testowanie
Bolid był testowany w listopadzie 1993 roku przez Satoru Nakajimę w Japonii na torze Suzuka International Racing Course.